# Lidia Luludis
Lidia Luludis (n. 1 aprilie 1928, București, România – d. 20 septembrie 2019, București, România) a fost o pictoriță română, creatoare de costume de teatru și film. A realizat costumele actorilor pentru filme de referință ale cinematografiei românești precum Alo?... Ați greșit numărul! (1958), Doi vecini (1959), Străinul (1964), Baltagul (1969), Zidul (1975), Filip cel bun (1975), Tănase Scatiu (1976), Roșcovanul (1976), Declarație de dragoste (1985), Liceenii (1986) și Extemporal la dirigenție (1988).

## Biografie
S-a născut la 1 aprilie 1928, în orașul București, purtând la naștere numele de Lidia Androne. A absolvit Institutul de Arte Plastice din București în 1954 (în aceeași promoție cu Elena Forțu), obținând calificarea de pictor-scenograf.
Lidia Luludis a lucrat ca pictoriță și creatoare de costume de teatru și film, debutând în cinematografie cu realizarea costumelor din filmului Vultur 101 (1957). A participat la realizarea costumelor a peste 40 de lungmetraje de ficțiune, printre care se numără Alo?... Ați greșit numărul! (1958), Străinul (1964), Baltagul (1969), Zidul (1975), Filip cel bun (1975), Tănase Scatiu (1976), Roșcovanul (1976), Declarație de dragoste (1985), Liceenii (1986) și Extemporal la dirigenție (1988)

## Filmografie

### Creatoare de costume
- Vultur 101 (1957)
- Alo?... Ați greșit numărul! (1958)
- Doi vecini (1959)
- Furtuna (1960)
- Mîndrie (1961)
- Vară romantică (1961)
- Cerul n-are gratii (1962)
- Dragoste la zero grade (1964)
- Străinul (1964)
- La patru pași de infinit (1964)
- Camera albă (1965)
- Dincolo de barieră (1965)
- Tunelul (1966)
- Cerul începe la etajul III (1967)
- Corigența domnului profesor (1968)
- Baltagul (1969)
- Castelul condamnaților (1970)
- Pădurea pierdută (1971)
- Pentru că se iubesc (1971)
- Bariera (1972)
- Lupul mărilor (1972)
- Răzbunarea (1972)
- Conspirația (1973)
- Departe de Tipperary (1973)
- Porțile albastre ale orașului (1974)
- Zidul (1975)
- Filip cel bun (1975)
- Orașul văzut de sus (1975)
- Tănase Scatiu (1976)
- Roșcovanul (1976)
- Râul care urcă muntele (1977)
- Urgia (1978)
- Vis de ianuarie (1979)
- Speranța (1979)
- Bună seara, Irina! (1980)
- O lacrimă de fată (1980)
- Șantaj (1981)
- Alo, aterizează străbunica!... (1981)
- Grăbește-te încet (1982)
- Năpasta (1982)
- Singur de cart (1983)
- Un petic de cer (1984)
- Eroii n-au vârstă/ Fata din Strada Florilor (1984)
- Declarație de dragoste (1985)
- Liceenii (1986)
- Extemporal la dirigenție (1988)
- Moartea unui artist (1989)

### Actriță
- Secretul lui Nemesis (1987)

## Premii și distincții
Creatoarea de costume Lidia Luludis a obținut în anul 1976 Premiul pentru scenografie al Asociației Cineaștilor din România (ACIN) pentru costumele la filmul Tănase Scatiu. Ea a primit un premiu special la Gala Premiilor Gopo 2012 ca o recunoaștere a unei cariere impresionante.